# 冬色の街
「冬色の街」（ふゆいろのまち）は、1978年12月にリリースされた桜田淳子の25枚目のシングルである。

## 解説
- 新しく担当となったディレクターから、「ヨーロッパっぽいメロディーを歌わせたい」という意向を受けた中村泰士が、1974年の「花占い」以来、実に4年4か月ぶりに作曲を担当した。

## 収録曲
- 全曲編曲：萩田光雄

1. 冬色の街 (4分00秒)
作詞：橋本淳／作曲：中村泰士
2. メッセージ・ラブ (3分55秒)
作詞：一ツ橋けい子／作曲：小杉保夫